# بلانش دي أنتيجني
بلانش دي أنتيجني (9 مايو 1840 - 30 يونيو 1874) هي كانت مغنية، ممثلة ومحظية فرنسية.